# Rajahar
Rajahar – gaun wikas samiti w zachodniej części Nepalu w strefie Lumbini w dystrykcie Nawalparasi. Według nepalskiego spisu powszechnego z 2001 roku liczył on 1842 gospodarstw domowych i 10137 mieszkańców (5191 kobiet i 4946 mężczyzn).